# Фрагонар, Мари-Анн
Мари-Анн(а) Фрагона́р (фр. Marie-Anne Fragonard, урождённая Жера́р [Gérard]; 1745, Грас — 1823, Париж) — французская художница-миниатюристка, ученица и жена (с 1768) живописца Жана-Оноре Фрагонара.

## Биография и творчество
Мари-Анн Жерар родилась в 1745 году в Грасе. Её отец был парфюмером; Мари-Анн была старшей из семнадцати детей. Обнаружив способности к искусству, она поступила в обучение к парижскому художнику Жану-Оноре Фрагонару, также уроженцу Граса, и в 1769 году вышла за него замуж. У пары было двое детей: дочь Розали (1769–1788) и сын Александр-Эварист (1780–1850), вслед за отцом также ставший художником. В 1775 году младшая сестра Мари-Анн, Маргерит Жерар, поселилась в Париже вместе с четой Фрагонаров.

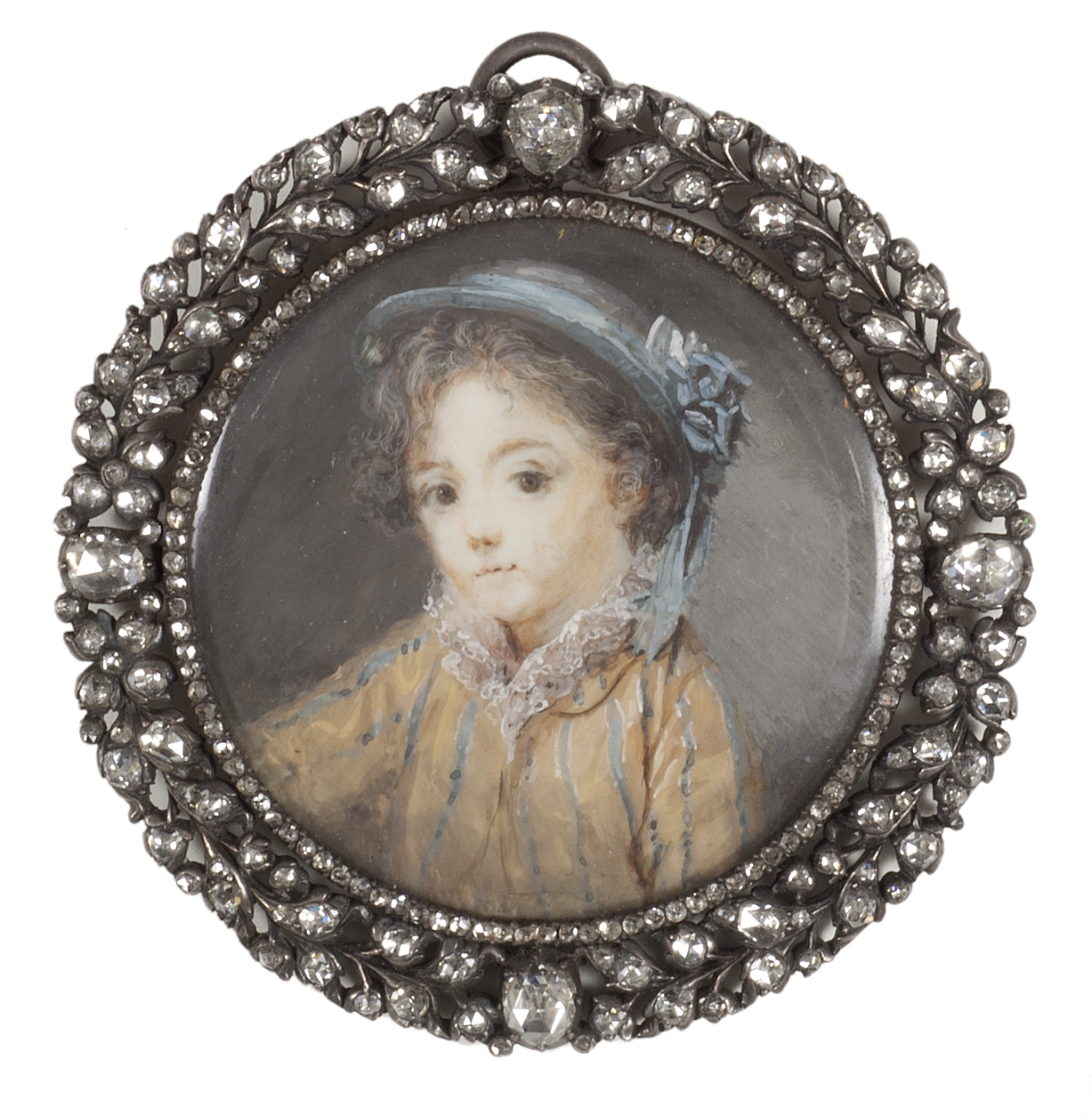
М.-А. Фрагонар. Детский портрет

До недавнего времени миниатюры, известные под именем Фрагонара, считались работами самого Жана-Оноре. Однако изучение документов эпохи показало, что в XVIII веке многие из них выставлялись и продавались под именем его супруги. Она считалась талантливой художницей, мастерски владеющей кистью и цветом. Мари-Анн Фрагонар работала преимущественно акварелью и гуашью. По тематике и стилистике её работы во многом напоминают произведения Жана-Оноре, однако многие миниатюры, ранее считавшиеся его работами, в настоящее время атрибутируются Мари-Анн Фрагонар.
Мари-Анн Фрагонар умерла в Париже в 1823 году, намного пережив мужа (он умер 22 августа 1806 года).